# Cale de comunicație

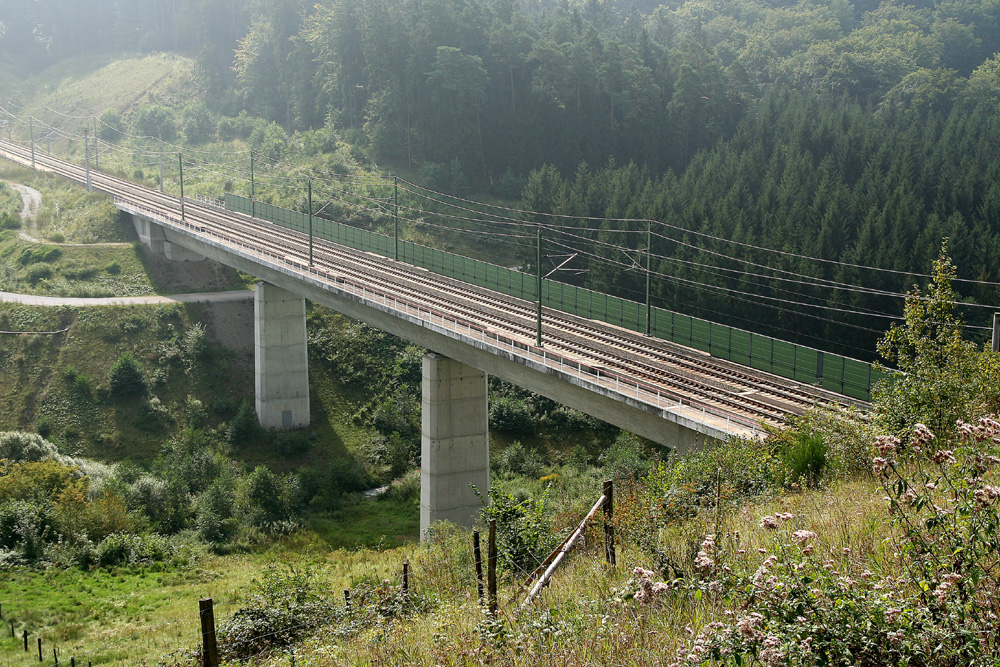
Cale de comunicație

Căile de comunicații  sunt un sistem care alcătuiesc o rețea realizată pentru înlesnirea circulației, deplasării de la un loc la altul a vehiculelor destinate transportului oamenilor sau bunurilor materiale. Aceste căi de comunicație pot să fie terestre, aeriene sau navale. Căile terestre cuprind circulația feroviară, sau transportul pe calea ferată, circulația rutieră unde transportul se realizează pe diferite artere de circulație compusă din șosele.